# Монсегюр
Монсегюр (на френски: Montségur) е малко село и община в Пиренеите, Южна Франция, много близо до границата с Испания.

## География
Намира се на 21 километра югоизточно от Фуа, административен център на департамент Ариеж, провинция Окситания град, който от своя страна е на 82 километра южно от Тулуза. Селото е разположено в подножието на планината Пог, висока 1150 метра, на върха на която все още могат да видят руините на замъка Монсегюр.

## История
Първите следи от култура датират от периода на неандерталците .
Като крайна последица от кръстоносния поход срещу катарите (Албигойски кръстоносен поход), разпореден от папа Инокентий III през 1209 г., градът, защитен от малък замък и ограден от него, разположен на върха на планината Пог, на 2 км от сегашното му местоположение, е обсаден от Уго де Арсис и Педро де Амиел, архиепископ на Нарбон в първите дни на май 1243 г. и превзет след дълга обсада. Смята се, че в малкото укрепено население може да е имало около 500 души, включително защитници, техните семейства и около 200 последователи катари, сред които има перфектни и съвършени потърсили убежище тук, в замъка Монсегюр. Пред тях е армия от между 6 000 и 10 000 въоръжени мъже, водена от Хюгес де Нарцис, се готви за атака. Обсадата продължава около 10 месеца.
На сутринта на 16 март 1244 гигантски огън е бил запален в подножието на замъка и около 210 души, мъже и жени, тези, които отказват да се отрекат  от катарството, са били изгорени в него. Днес мястото е запомнено с надгробния камък пред „Camp des Cremats“ („полето на изгорелите“), който припомня за изпепелените на кладата с надпис: „Als cathars, als martirs del pur amor crestian. 16 март 1244 г.“ (На катарите, на мъчениците на чистата християнска любов. 16 март 1244 г.).
Замъкът е построен отново две години по-късно от Ги де Левис, господар на Мирепоа. От друга страна, стените са възстановени около 70-те години на миналия век.

## ПрезВтората световна война
Аненербе – нацистка мистична и езотерична организация създадена от Хайнрих Химлер включва изследователска група ръководена от Ото Ран, която издирва в катарския замък край Монсегюр  „Свещеният Граал“, който бил уж скрит тук от катарите преди унищожаването им.

## Развитие на населението
| година                    | 1962 | 1968 | 1975 | 1982 | 1990 | 1999 | 2007 | 2016 |
| численост                 | 237  | 167  | 143  | 131  | 124  | 117  | 108  | 125  |
| Източници: Касини и INSEE |      |      |      |      |      |      |      |      |

## Интересни места
- Исторически и археологически музей в град Монсегюр.
- Замъка Монсегюр, едновременно класифициран в т.нар. „катарски замъци“.
- На входа на туристическите обекти в Монсегюр, освен обичайните ограничения  – „Забранено пушенето“, „Разхождането на кучета забранено“ и т.н. – има още едно предупреждение: „Разкопките са забранени“.[3]

## Външни връзки
- Montségur en Institut géographique national
- Montségur en Insee
- Montségur en el sitio Quid
- Elecciones municipales de 2008[неработеща препратка]
- Le symbole de Montségur от Ив Марис, доктор по философия, Университета в Тулуза

|  | Тази страница частично или изцяло представлява превод на страницата Montsegur в Уикипедия на испански. Оригиналният текст, както и този превод, са защитени от Лиценза „Криейтив Комънс – Признание – Споделяне на споделеното“, а за съдържание, създадено преди юни 2009 година – от Лиценза за свободна документация на ГНУ. Прегледайте историята на редакциите на оригиналната страница, както и на преводната страница, за да видите списъка на съавторите. ВАЖНО: Този шаблон се отнася единствено до авторските права върху съдържанието на статията. Добавянето му не отменя изискването да се посочват конкретни източници на твърденията, които да бъдат благонадеждни. |